# 프랑크발터 슈타인마이어
프랑크발터 슈타인마이어(독일어: Frank-Walter Steinmeier, 1956년 1월 5일~)는 독일연방공화국의 정치인이며 제12대 독일연방공화국 대통령이다. 사회민주당 소속으로 2005년부터 2009년, 그리고 2013년부터 2017년까지 연립정권의 독일연방공화국 외교부 장관으로 재직했으며, 2009년 총선의 독일사회민주당 연방총리 후보였다.

## 어린 시절
데트몰트에서 가구공이었던 부친과 오늘날의 폴란드 공화국에 속한 슐레지엔 브로츠와프(브레슬라우)에서 추방된 독일인인 공장 노동자이었던 모친 사이에서 태어났으며, 기센 대학교에서 법학과 정치학을 수학하였다. 모교에서 정치학과 공법의 과학적 보조로 일하다가, 1991년에 법학 석사를 받았다.

## 정치 경력
1991년 니더작센주 정부의 미디어 관련 법률 고문이 되면서 정계에 입문하였다. 1993년 니더작센 주 국무총리인 게르하르트 슈뢰더 밑에서 일했고, 게르하르트 슈뢰더가 독일연방공화국 국무총리가 된 후, 1999년 독일연방공화국 국무총리청 청장으로 임명되었다. 2005년 사회민주당과 기독교민주당이 연합하는 연립정권이 구성되면서 독일사회민주당 몫으로 배당된 독일연방공화국 외교청 장관직에 임명되었다.
2007년 독일사회민주당에서 맡은 독일연방공화국 연방정부 부총리직을 프란츠 뮌터페링이 사임하면서, 슈타인마이어는 독일연방공화국 연방정부 부총리를 겸임하였다. 2009년 독일연방의회의원 총선거에서 독일사회민주당 소속 국무총리 후보로 선출되어 기독교민주동맹의 앙겔라 메르켈 독일연방공화국 국무총리에 도전했으나, 독일사회민주당의 지지율은 낮아지고 의석을 76석이나 잃었다. 이에 기독교민주동맹·기독교사회당 연합은 연립정권 파트너로 독일사회민주당을 배제하고 우파에 가까운 자유민주당을 택했다. 이에 따라 프랑크발터 슈타인마이어는 10월 27일 독일연방공화국 연방정부 부총리와 독일연방공화국 외교청 장관 자리를 내놓았다.
2013년 다시 독일연방공화국 외교청 장관으로 복귀하였고, 2017년 2월 12일 제12대 독일연방공화국 대통령으로 당선되었다.

## 역대 선거 결과
| 선거명      | 직책명        | 대수 | 정당            | 득표율 | 득표수  | 결과 | 당락 |
| ----------- | ------------- | ---- | --------------- | ------ | ------- | ---- | ---- |
| 2017년 선거 | 독일의 대통령 | 12대 | 독일 사회민주당 | 73.89% | 931표   | 1위  |      |
| 2022년 선거 | 독일의 대통령 | 12대 | 독일 사회민주당 | 78.04% | 1,045표 | 1위  |      |